# Parque Patricios (subte de Buenos Aires)
Parque Patricios es una estación del Subte de Buenos Aires perteneciente a la Línea H.
Está ubicada en la intersección de la calle Patagones y la calle Monteagudo, en el barrio de Parque Patricios, pero el acceso se realiza desde una boca ubicada en un extremo del Parque de los Patricios, amplio espacio verde del cual la estación toma su nombre, en la intersección de la avenida  Caseros y la calle Monteagudo.
Posee una tipología subterránea con 2 andenes laterales y dos vías. Posee un vestíbulo superior que conecta las plataformas con los accesos en la calle mediante escaleras, escaleras mecánicas y ascensores; además posee indicaciones en braille en gran parte de sus instalaciones como así también baños adaptados y servicio de Wi-Fi público.

## Historia
Su inauguración se vio demorada dado que hubo un inconveniente con las napas freáticas durante su construcción.
Fue inaugurada el 4 de octubre de 2011 y funcionó como terminal provisoria hasta la inauguración de la estación Hospitales, en 2013.

## Decoración
Posee obras en homenaje al tanguero Tito Lusiardo, de los autores Marcello Mortaroti y Ricardo Carpani, como parte del paseo cultural del tango.

## Hitos urbanos
Se encuentran en las cercanías de esta:
- Parque de los Patricios
  - La Calesita de Parque Patricios
- Cuartel II Patricios de los Bomberos de la Policía Federal Argentina
- Comisaría N° 32 de la Policía Federal Argentina
- Comisaría Comunal 4 de la Policía Metropolitana
  - Unidad de Orientación y Denuncia Parque Patricios (OFAVyT)
- Maternidad Sardá
  - Jardín Maternal N.º 7/6º Delfina Marull de Sarda
- Centro Educativo de Nivel Primario N° 64 Club Huracán
- Escuela Técnica N.º 7 Dolores Lavalle de Lavalle
- Escuela de Educación Especial para la Formación Laboral N.º 36 Dr. Aurelio Martínez
- Biblioteca Enrique Banchs
- Museo Dr. Genaro Giacobini
- Sede del Club Atlético Huracán
- Sociedad de Fomento "San Antonio" de Parque Patricios

## Imágenes

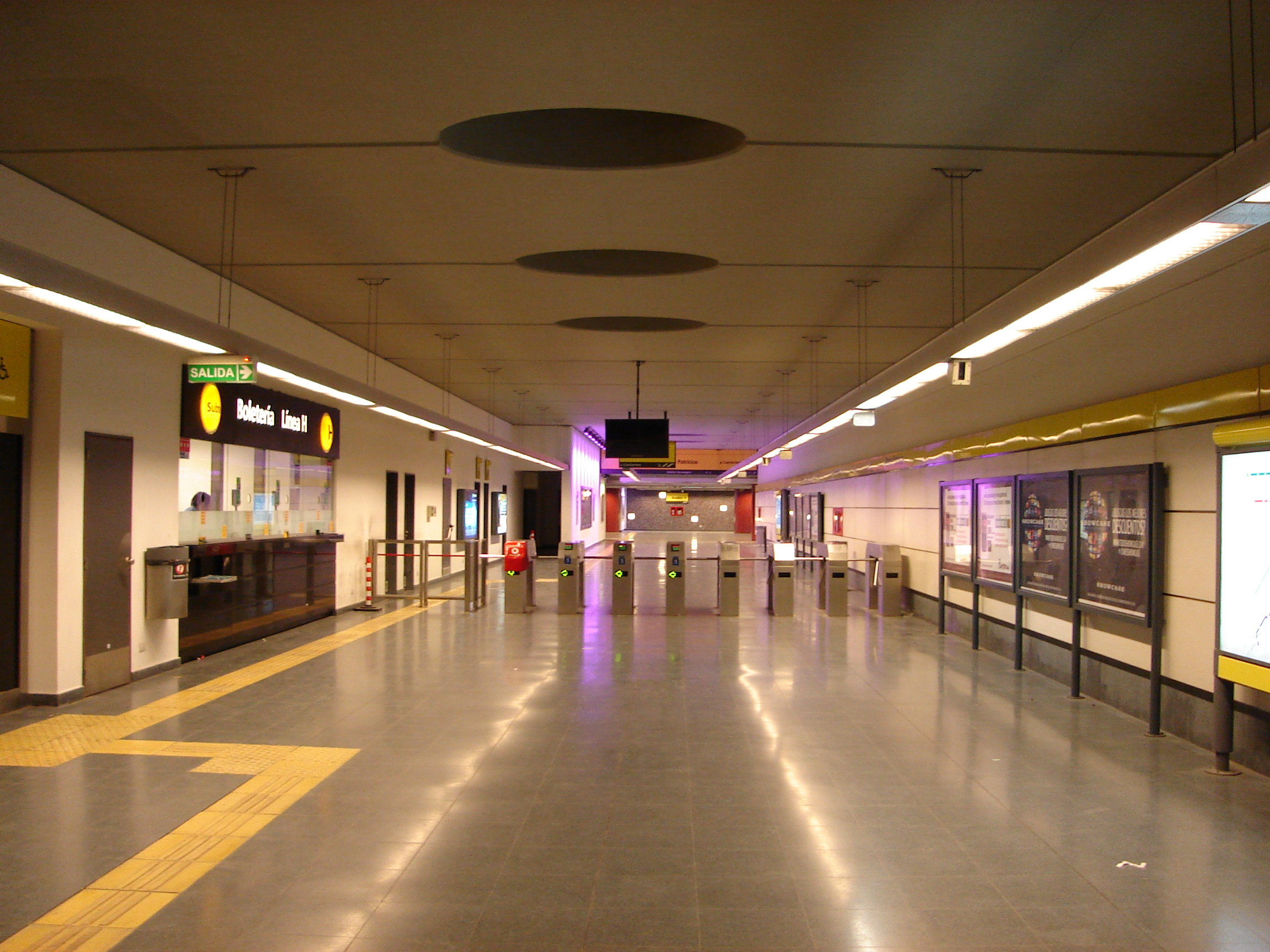
Vestíbulo superior y zona de molinetes.
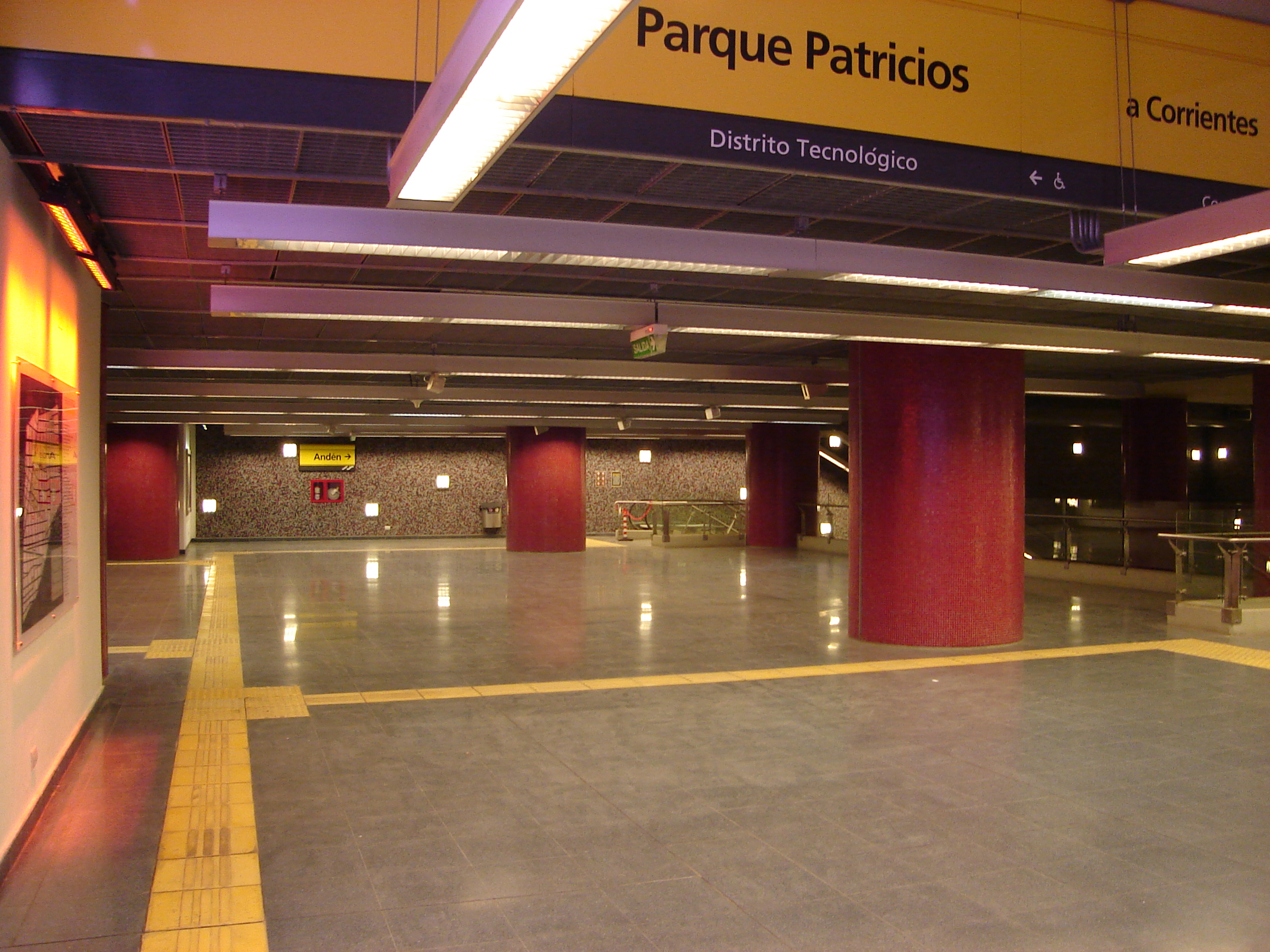
Vestíbulo superior, vista hacia andenes.
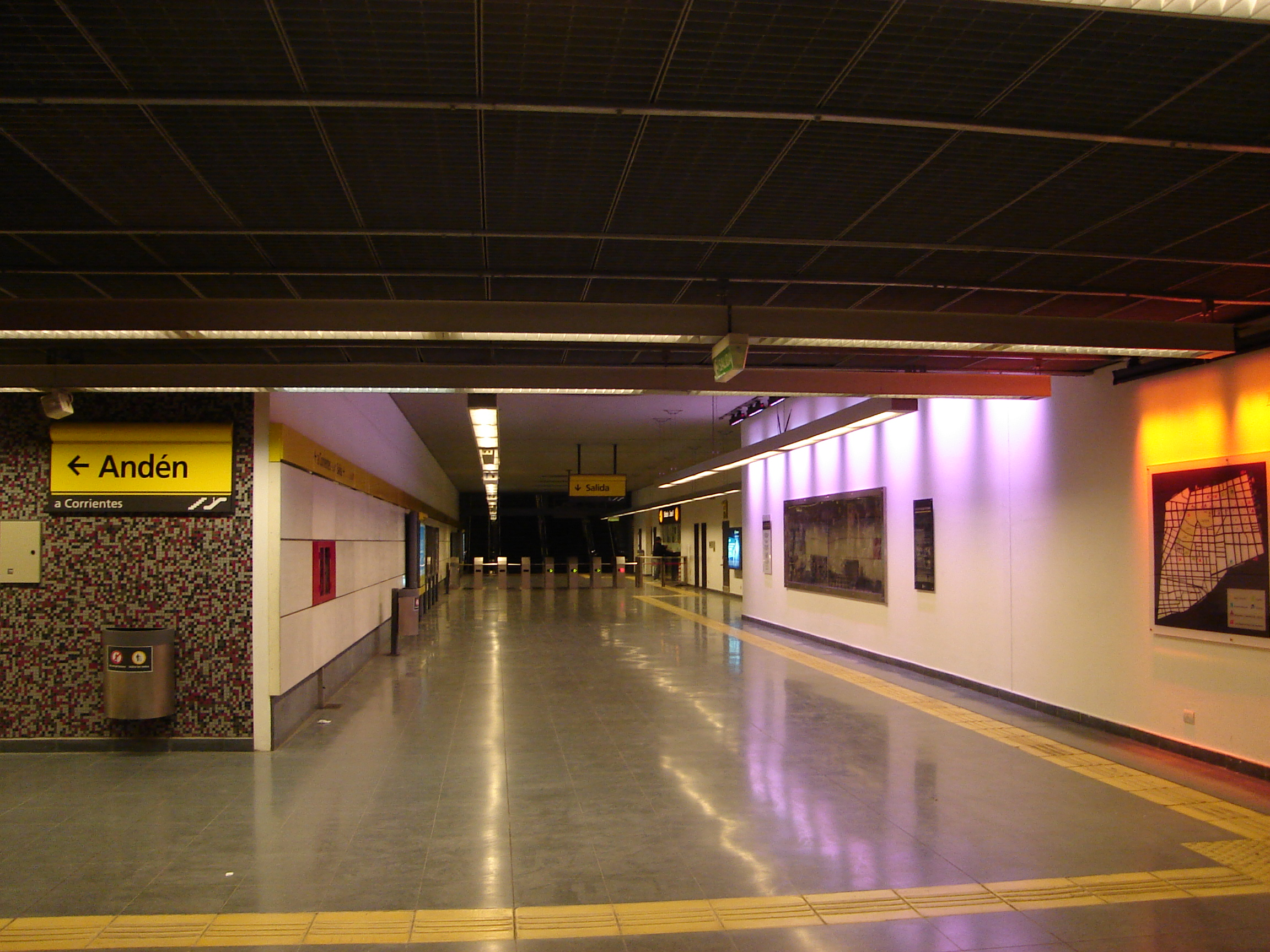
Único acceso y salida de la estación.
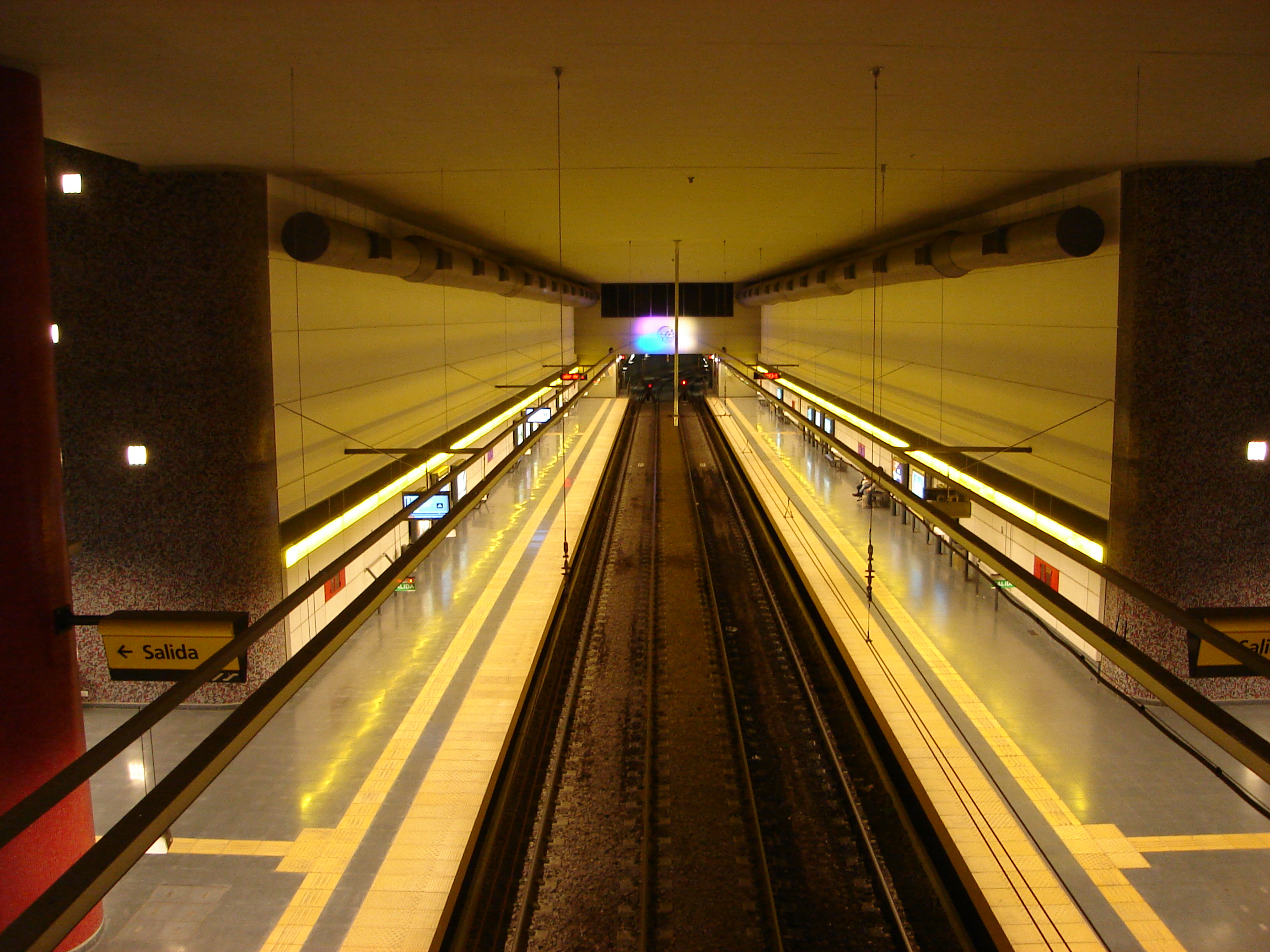
Vista de los andenes desde el vestíbulo superior.
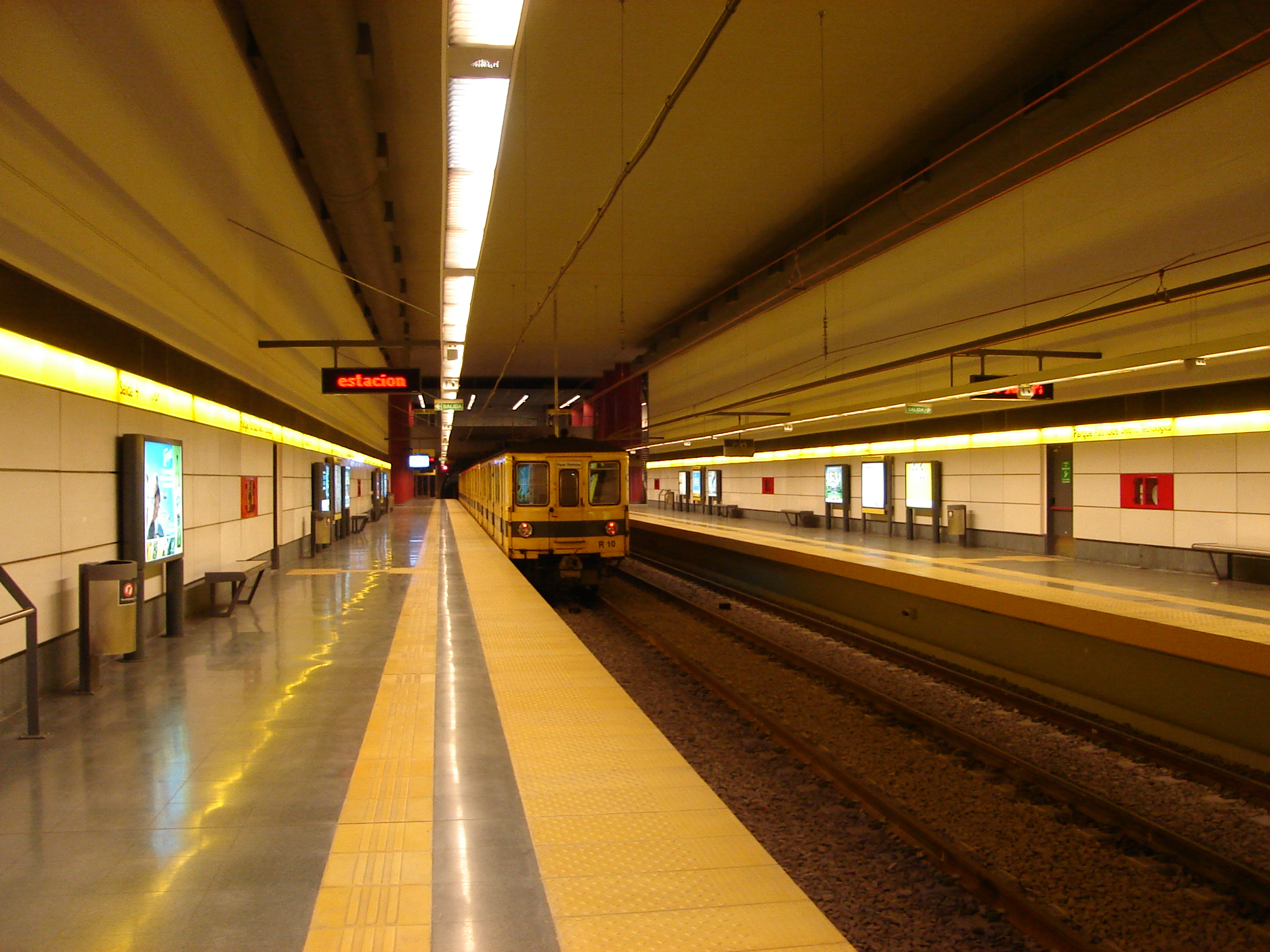
Andén sur, mirando al  este.
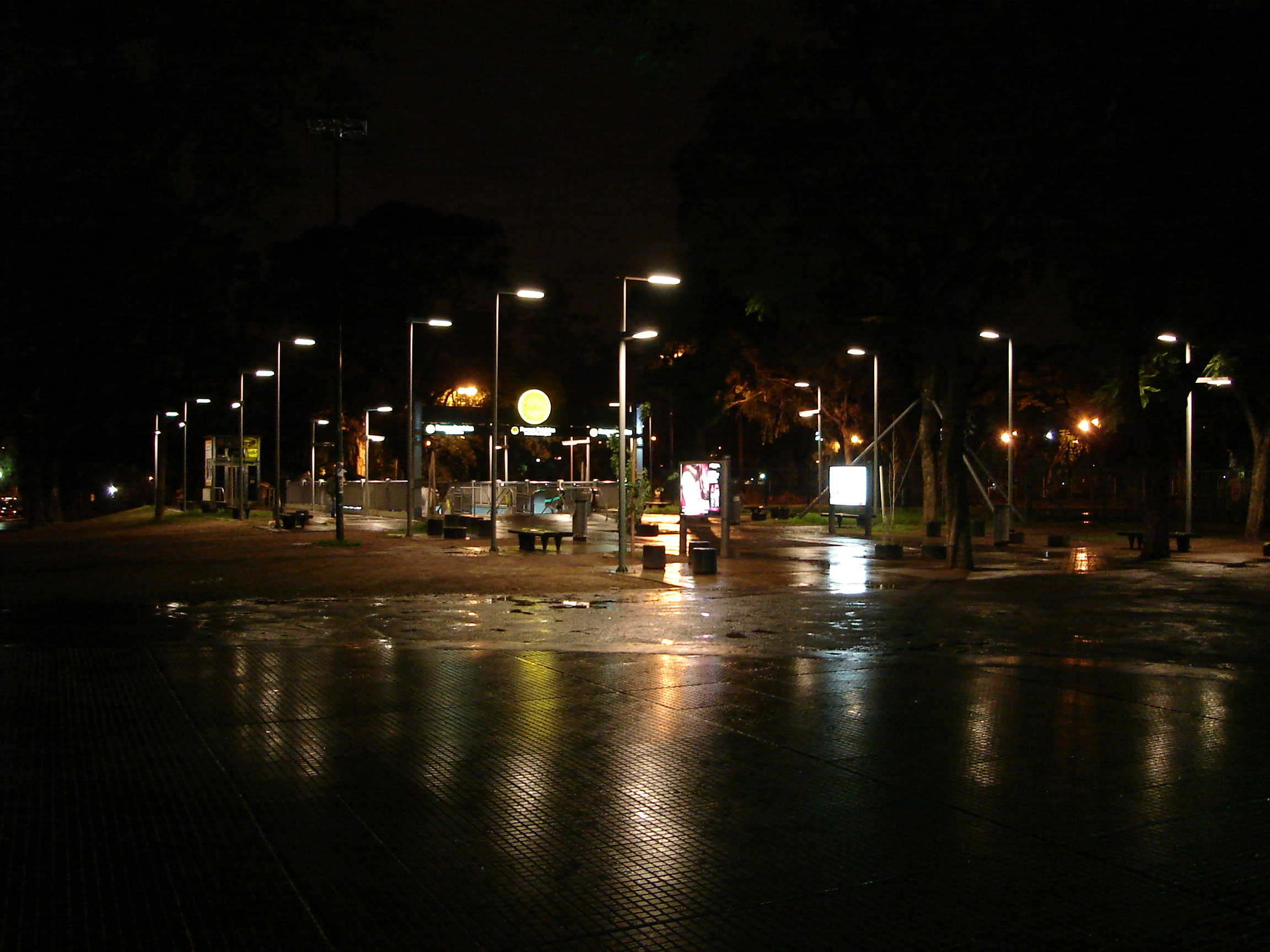
Acceso